# Baumhaueria tibialis
Baumhaueria tibialis är en tvåvingeart som beskrevs av Villeneuve 1910. Baumhaueria tibialis ingår i släktet Baumhaueria och familjen parasitflugor. Inga underarter finns listade i Catalogue of Life.